# Nenad
Nenad je moško osebno ime.

## Izvor imena
Nenad je različica ženskega osebnega imena Nada.

## Pogostost imena
Po podatkih Statističnega urada Republike Slovenije je bilo na dan 31. decembra 2007 v Sloveniji število moških oseb z imenom Nenad: 941. Med vsemi moškimi imeni pa je ime Nenad po pogostosti uporabe uvrščeno na 171. mesto.